# Мавр (опера)
«Мавр» (Il moro) — комическая опера Антонио Сальери в двух действиях на либретто Джованни де Гамерра. Премьера оперы состоялась 7 августа 1796 года в Бургтеатре в Вене.
После 21 представления в Вене менее чем за год опера было поставлена также в Дрездене (1797), Санкт-Петербурге (1798), Флоренции (1804), а также в Ливорно, Риме и Болонье (1805).

## Персонажи
- Аззан Агу, мавр, по имени Орландо (бас)
- Стелла, дочь Оргона (сопрано)
- Оргон (бас)
- Рамиро, секретарь мавра (тенор)
- Фатима, жена мавра (сопрано)
- Сандра, участница конкурса (сопрано)
- Бетта, участница конкурса (сопрано)
- Распа, камердинер мавра (тенор)

## Сюжет
Действие происходит в гостинице L’Aquila и в другой гостинице в городе Ливорно.

## Дискография
Увертюра «Мавра» включена в компакт-диск «Сальери: Увертюры», изданный Naxos. Исполняет Симфонический оркестр Словацкого радио (Братислава). Дирижёр — Михаэль Дитрих.